# Svizzera all'Eurovision Song Contest
La Svizzera ha partecipato all'Eurovision Song Contest per la prima volta nel 1956, svoltasi nella città di Lugano. Da allora ha vinto tre edizioni: nel 1956 con Lys Assia che ha cantato Refrain, nel 1988 con Céline Dion con Ne partez pas sans moi e nel 2024 con Nemo con la canzone The Code. È una delle nazioni con il maggior numero di partecipazioni in assoluto (sono 4 le edizioni a cui non ha partecipato a causa degli scarsi risultati nelle edizioni precedenti). Dal 2004, quando fu introdotta la semifinale, al 2018 la Svizzera si è qualificata in finale solo quattro volte (2005, 2006, 2011, 2014), tuttavia a partire dal 2019 si è sempre qualificata per la finale.

## Partecipazioni
- Primo posto
- Secondo posto
- Terzo posto
- Ultimo posto

| Anno                            | Artista                                  | Canzone                            | Lingua            | Posizione           | Posizione           | Posizione                | Posizione                |
| Anno                            | Artista                                  | Canzone                            | Lingua            | Finale              | Punti               | Semi                     | Punti                    |
| ------------------------------- | ---------------------------------------- | ---------------------------------- | ----------------- | ------------------- | ------------------- | ------------------------ | ------------------------ |
| 1956                            | Lys Assia                                | Das alte Karussell                 | Tedesco           | --                  | Sconosciuti         | Niente semifinali        | Niente semifinali        |
| 1956                            | Lys Assia                                | Refrain                            | Francese          | 1º                  | Sconosciuti         | Niente semifinali        | Niente semifinali        |
| 1957                            | Lys Assia                                | L'enfant que j'étais               | Francese          | 8º                  | 5                   | Niente semifinali        | Niente semifinali        |
| 1958                            | Lys Assia                                | Giorgio                            | Italiano, tedesco | 2º                  | 24                  | Niente semifinali        | Niente semifinali        |
| 1959                            | Christa Williams                         | Irgendwoher                        | Tedesco           | 4º                  | 14                  | Niente semifinali        | Niente semifinali        |
| 1960                            | Anita Traversi                           | Cielo e terra                      | Italiano          | 8º                  | 5                   | Niente semifinali        | Niente semifinali        |
| 1961                            | Franca Di Rienzo                         | Nous aurons demain                 | Francese          | 3º                  | 16                  | Niente semifinali        | Niente semifinali        |
| 1962                            | Jean Philippe                            | Le retour                          | Francese          | 10º                 | 2                   | Niente semifinali        | Niente semifinali        |
| 1963                            | Esther Ofarim                            | T'en va pas                        | Francese          | 2º                  | 40                  | Niente semifinali        | Niente semifinali        |
| 1964                            | Anita Traversi                           | I miei pensieri                    | Italiano          | 13º                 | 0                   | Niente semifinali        | Niente semifinali        |
| 1965                            | Yovanna                                  | Non, à jamais sans toi             | Francese          | 8º                  | 8                   | Niente semifinali        | Niente semifinali        |
| 1966                            | Madeleine Pascal                         | Ne vois-tu pas?                    | Francese          | 6º                  | 12                  | Niente semifinali        | Niente semifinali        |
| 1967                            | Géraldine                                | Quel cœur vas-tu briser?           | Francese          | 17º                 | 0                   | Niente semifinali        | Niente semifinali        |
| 1968                            | Gianni Mascolo                           | Guardando il sole                  | Italiano          | 13º                 | 2                   | Niente semifinali        | Niente semifinali        |
| 1969                            | Paola del Medico                         | Bonjour, bonjour                   | Francese          | 5º                  | 13                  | Niente semifinali        | Niente semifinali        |
| 1970                            | Henri Dès                                | Retour                             | Francese          | 4º                  | 8                   | Niente semifinali        | Niente semifinali        |
| 1971                            | Peter, Sue & Marc                        | Les illusions de nos vingt ans     | Francese          | 12º                 | 78                  | Niente semifinali        | Niente semifinali        |
| 1972                            | Véronique Müller                         | C'est la chanson de mon amour      | Francese          | 8º                  | 88                  | Niente semifinali        | Niente semifinali        |
| 1973                            | Patrick Juvet                            | Je vais me marier, Marie           | Francese          | 12º                 | 79                  | Niente semifinali        | Niente semifinali        |
| 1974                            | Piera Martell                            | Mein Ruf nach Dir                  | Tedesco           | 14º                 | 3                   | Niente semifinali        | Niente semifinali        |
| 1975                            | Simone Drexel                            | Mikado                             | Tedesco           | 6º                  | 77                  | Niente semifinali        | Niente semifinali        |
| 1976                            | Peter, Sue & Marc                        | Djambo, Djambo                     | Inglese           | 4º                  | 91                  | Niente semifinali        | Niente semifinali        |
| 1977                            | Pepe Lienhard Band                       | Swiss Lady                         | Tedesco           | 6º                  | 71                  | Niente semifinali        | Niente semifinali        |
| 1978                            | Carole Vinci                             | Vivre                              | Francese          | 9º                  | 65                  | Niente semifinali        | Niente semifinali        |
| 1979                            | Peter, Sue & Marc + Pfuri, Gorps & Kniri | Trödler & Co.                      | Tedesco           | 10º                 | 60                  | Niente semifinali        | Niente semifinali        |
| 1980                            | Paola                                    | Cinéma                             | Francese          | 4º                  | 104                 | Niente semifinali        | Niente semifinali        |
| 1981                            | Peter, Sue & Marc                        | Io senza te                        | Italiano          | 4º                  | 121                 | Niente semifinali        | Niente semifinali        |
| 1982                            | Arlette Zola                             | Amour on t'aime                    | Francese          | 3º                  | 97                  | Niente semifinali        | Niente semifinali        |
| 1983                            | Mariella Farré                           | Io così non ci sto                 | Italiano          | 15º                 | 28                  | Niente semifinali        | Niente semifinali        |
| 1984                            | Rainy Day                                | Welche Farbe hat der Sonnenschein? | Tedesco           | 16º                 | 30                  | Niente semifinali        | Niente semifinali        |
| 1985                            | Mariella Farré & Pino Gasparini          | Piano piano                        | Tedesco           | 12º                 | 39                  | Niente semifinali        | Niente semifinali        |
| 1986                            | Daniela Simons                           | Pas pour moi                       | Francese          | 2º                  | 140                 | Niente semifinali        | Niente semifinali        |
| 1987                            | Carol Rich                               | Moitié, moitié                     | Francese          | 17º                 | 26                  | Niente semifinali        | Niente semifinali        |
| 1988                            | Céline Dion                              | Ne partez pas sans moi             | Francese          | 1º                  | 137                 | Niente semifinali        | Niente semifinali        |
| 1989                            | Furbaz                                   | Viver senza tei                    | Romancio          | 13º                 | 47                  | Niente semifinali        | Niente semifinali        |
| 1990                            | Egon Egemann                             | Musik klingt in die Welt hinaus    | Tedesco           | 11º                 | 51                  | Niente semifinali        | Niente semifinali        |
| 1991                            | Sandra Simò                              | Canzone per te                     | Italiano          | 5º                  | 118                 | Niente semifinali        | Niente semifinali        |
| 1992                            | Daisy Auvray                             | Mister Music Man                   | Francese          | 15º                 | 32                  | Niente semifinali        | Niente semifinali        |
| 1993                            | Annie Cotton                             | Moi, tout simplement               | Francese          | 3º                  | 148                 | Niente semifinali        | Niente semifinali        |
| 1994                            | Duilio                                   | Sto pregando                       | Italiano          | 19º                 | 15                  | Niente semifinali        | Niente semifinali        |
| Nessuna partecipazione nel 1995 |                                          |                                    |                   |                     |                     | Niente semifinali        | Niente semifinali        |
| 1996                            | Kathy Leander                            | Mon cœur l'aime                    | Francese          | 16º                 | 22                  | 8º                       | 67                       |
| 1997                            | Barbara Berta                            | Dentro di me                       | Italiano          | 22º                 | 5                   | Niente semifinali        | Niente semifinali        |
| 1998                            | Gunvor                                   | Lass ihn                           | Tedesco           | 25º                 | 0                   | Niente semifinali        | Niente semifinali        |
| Nessuna partecipazione nel 1999 |                                          |                                    |                   |                     |                     | Niente semifinali        | Niente semifinali        |
| 2000                            | Jane Bogaert                             | La vita cos'è                      | Italiano          | 20º                 | 14                  | Niente semifinali        | Niente semifinali        |
| Nessuna partecipazione nel 2001 |                                          |                                    |                   |                     |                     | Niente semifinali        | Niente semifinali        |
| 2002                            | Francine Jordi                           | Dans le jardin de mon âme          | Francese          | 22º                 | 15                  | Niente semifinali        | Niente semifinali        |
| Nessuna partecipazione nel 2003 |                                          |                                    |                   |                     |                     | Niente semifinali        | Niente semifinali        |
| 2004                            | Piero Esteriore & the MusicStars         | Celebrate!                         | Inglese           | Non qualificata     | Non qualificata     | 22º                      | 0                        |
| 2005                            | Vanilla Ninja                            | Cool Vibes                         | Inglese           | 8º                  | 128                 | 8º                       | 114                      |
| 2006                            | Six4one                                  | If We All Give a Little            | Inglese           | 16º                 | 30                  | Top 11 l'anno precedente | Top 11 l'anno precedente |
| 2007                            | DJ BoBo                                  | Vampires Are Alive                 | Inglese           | Non qualificata     | Non qualificata     | 20º                      | 40                       |
| 2008                            | Paolo Meneguzzi                          | Era stupendo                       | Italiano          | Non qualificata     | Non qualificata     | 13º                      | 47                       |
| 2009                            | Lovebugs                                 | The Highest Heights                | Inglese           | Non qualificata     | Non qualificata     | 14º                      | 15                       |
| 2010                            | Michael Von Der Heide                    | Il pleut de l'or                   | Francese          | Non qualificata     | Non qualificata     | 17º                      | 2                        |
| 2011                            | Anna Rossinelli                          | In Love for a While                | Inglese           | 25º                 | 19                  | 10º                      | 55                       |
| 2012                            | Sinplus                                  | Unbreakable                        | Inglese           | Non qualificata     | Non qualificata     | 11º                      | 45                       |
| 2013                            | Takasa                                   | You and Me                         | Inglese           | Non qualificata     | Non qualificata     | 13º                      | 41                       |
| 2014                            | Sebalter                                 | Hunter of Stars                    | Inglese           | 13º                 | 64                  | 4º                       | 92                       |
| 2015                            | Mélanie René                             | Time to Shine                      | Inglese           | Non qualificata     | Non qualificata     | 17º                      | 4                        |
| 2016                            | Rykka                                    | The Last of Our Kind               | Inglese           | Non qualificata     | Non qualificata     | 18º                      | 28                       |
| 2017                            | Timebelle                                | Apollo                             | Inglese           | Non qualificata     | Non qualificata     | 12º                      | 97                       |
| 2018                            | ZiBBZ                                    | Stones                             | Inglese           | Non qualificata     | Non qualificata     | 13º                      | 86                       |
| 2019                            | Luca Hänni                               | She Got Me                         | Inglese           | 4º                  | 364                 | 4º                       | 232                      |
| 2020                            | Gjon's Tears                             | Répondez-moi                       | Francese          | Edizione cancellata | Edizione cancellata | Edizione cancellata      | Edizione cancellata      |
| 2021                            | Gjon's Tears                             | Tout l'univers                     | Francese          | 3º                  | 432                 | 1º                       | 291                      |
| 2022                            | Marius Bear                              | Boys Do Cry                        | Inglese           | 17º                 | 78                  | 9º                       | 118                      |
| 2023                            | Remo Forrer                              | Watergun                           | Inglese           | 20º                 | 92                  | 7º                       | 97                       |
| 2024                            | Nemo                                     | The Code                           | Inglese           | 1º                  | 591                 | 4º                       | 132                      |
| 2025                            | Zoë Më                                   | Voyage                             | Francese          | 10º                 | 214                 | Paese ospitante          | Paese ospitante          |

Note:
- Se un paese vince l'edizione precedente, non deve competere nelle semifinali nell'edizione successiva. Inoltre, dal 2004 al 2007, i primi dieci paesi che non erano membri dei Big 4 non dovevano competere nelle semifinali nell'edizione successiva. Se, ad esempio, Germania e Francia si collocavano tra i primi dieci, i paesi che si erano piazzati all'11º e al 12º posto avanzavano alla serata finale dell'edizione successiva insieme al resto della top 10.

## Statistiche di voto
Fino al 2025, le statistiche di voto della Svizzera sono:
| # | Stato       | Punti |
| - | ----------- | ----- |
| 1 | Italia      | 275   |
| 2 | Francia     | 228   |
| 3 | Regno Unito | 225   |
| 4 | Svezia      | 207   |
| 5 | Germania    | 196   |

| # | Stato       | Punti |
| - | ----------- | ----- |
| 1 | Paesi Bassi | 203   |
| 2 | Regno Unito | 194   |
| 3 | Austria     | 188   |
| 4 | Finlandia   | 176   |
| 5 | Belgio      | 169   |

| # | Stato       | Punti |
| - | ----------- | ----- |
| 1 | Portogallo  | 289   |
| 2 | Italia      | 275   |
| 3 | Svezia      | 273   |
| 4 | Israele     | 239   |
| 5 | Paesi Bassi | 230   |

| # | Stato       | Punti |
| - | ----------- | ----- |
| 1 | Austria     | 270   |
| 2 | Paesi Bassi | 248   |
| 3 | Finlandia   | 244   |
| 4 | Regno Unito | 220   |
| 5 | Germania    | 216   |

## Altri premi ricevuti

### Marcel Bezençon Award
I Marcel Bezençon Awards sono stati assegnati per la prima volta durante l'Eurovision Song Contest 2002 a Tallinn, in Estonia, in onore delle migliori canzoni in competizione nella finale. Fondato da Christer Björkman (rappresentante della Svezia nell'Eurovision Song Contest del 1992 e capo della delegazione per la Svezia fino al 2021) e Richard Herrey (membro del gruppo Herreys e vincitore dalla Svezia nell'Eurovision Song Contest 1984), i premi prendono il nome del creatore del concorso, Marcel Bezençon.
I premi sono suddivisi in 3 categorie:
- Press Award: Per la miglior voce che viene votata dalla stampa durante l'evento.
- Artistic Award: Per il miglior artista, votato fino al 2009 dai vincitori delle scorse edizioni. A partire dal 2010 viene votato dai commentatori.
- Composer Award: Per la miglior composizione musicale che viene votata da una giuria di compositori.

| Anno | Categoria      | Artista      | Canzone        | Compositore                                                     |
| ---- | -------------- | ------------ | -------------- | --------------------------------------------------------------- |
| 2021 | Composer Award | Gjon's Tears | Tout l'univers | Gjon Muharremaj, Wouter Hardy, Nina Sampermans, Xavier Michel   |
| 2024 | Composer Award | Nemo         | The Code       | Benjamin Alasu, Lasse Midtsian Nymann, Linda Dale, Nemo Mettler |
| 2024 | Artistic Award | Nemo         | The Code       | Benjamin Alasu, Lasse Midtsian Nymann, Linda Dale, Nemo Mettler |
| 2025 | Composer Award | Zoë Më       | Voyage         | Zoë Kressler, Emily Middlemas, Tom Oehler                       |

## Commentatori
Nel corso degli anni la Svizzera ha trasmesso l'Eurovision Song Contest sulle tre stazioni televisive di SRG SSR: SRF (lingua tedesca, in passato DRS), RTS (lingua francese, in passato TSR) ed RSI (lingua italiana, in passato TSI).
| Anno/i          | Commento tedesco                           |
| --------------- | ------------------------------------------ |
| 1958-1983       | Theodor Haller                             |
| 1984-1994       | Bernard Thurnheer                          |
| 1995            | Heinz Margot                               |
| 1996            | Sandra Studer                              |
| 1997-1998       | Roman Kilchsperger Heinz Margot            |
| 1999-2002       | Sandra Studer                              |
| 2003            | Roman Kilchsperger                         |
| 2004-2006       | Sandra Studer                              |
| 2007            | Bernard Thurnheer                          |
| 2008-2013       | Sven Epiney                                |
| 2014-2016       | Sven Epiney Peter Schneider Gabriel Vetter |
| 2017            | Sven Epiney Stefan Büsser Micky Beisenherz |
| 2018 - In corso | Sven Epiney                                |

| Anno/i    | Commento francese                                 |
| --------- | ------------------------------------------------- |
| 1956-1976 | Georges Hardy                                     |
| 1977-1989 | Serge Moisson                                     |
| 1990-1991 | Lolita Morena                                     |
| 1992      | Ivan Frésard                                      |
| 1993-1995 | Jean-Marc Richard                                 |
| 1996-1997 | Pierre Grandjean                                  |
| 1998-2001 | Jean-Marc Richard                                 |
| 2002      | Phil Mundwiller                                   |
| 2003-2004 | Jean-Marc Richard                                 |
| 2005      | Jean-Marc Richard Marie-Thérèse Porchet           |
| 2006      | Jean-Marc Richard Alain Morisod                   |
| 2007      | Jean-Marc Richard Henri Dès                       |
| 2008-2018 | Jean-Marc Richard Nicolas Tanner                  |
| 2019      | Jean-Marc Richard Nicolas Tanner Bastian Baker    |
| 2021      | Jean-Marc Richard Nicolas Tanner Joseph Gorgoni   |
| 2022      | Jean-Marc Richard Nicolas Tanner Gjon's Tears     |
| 2023      | Jean-Marc Richard Nicolas Tanner Priscilla Formaz |
| 2024      | Jean-Marc Richard Nicolas Tanner Julie Berthollet |

| Anno/i          | Commento italiano                                  |
| --------------- | -------------------------------------------------- |
| 1962-1983       | Giovanni Bertini                                   |
| 1984-1989       | Ezio Guidi                                         |
| 1990-1993       | Emanuela Gaggini                                   |
| 1994            | Wilma Gilardi                                      |
| 1995-1996       | Joanne Holder                                      |
| 1997-2002       | Jonathan Tedesco                                   |
| 2003            | Daniele Rauseo                                     |
| 2004            | Claudio Lazzarino Daniele Rauseo                   |
| 2005            | Daniele Rauseo                                     |
| 2006-2007       | Sandy Altermatt Claudio Lazzarino                  |
| 2008-2010       | Sandy Altermatt                                    |
| 2011            | Jonathan Tedesco                                   |
| 2012            | Clarissa Tami Paolo Meneguzzi                      |
| 2013            | Alessandro Bertoglio                               |
| 2014            | Alessandro Bertoglio Sandy Altermatt               |
| 2015            | Clarissa Tami Paolo Meneguzzi                      |
| 2016            | Clarissa Tami Michele Carobbio                     |
| 2017-2021       | Clarissa Tami Sebalter                             |
| 2022            | Clarissa Tami Francesca Margiotta Boris Piffaretti |
| 2023 - In corso | Ellis Cavallini Gian-Andrea Costa                  |

## Portavoce
Le persone che hanno dato i risultati delle votazioni svizzere:
- 1957–1958: Mäni Weber
- 1959–1963: Boris Acquadro
- 1964–1970, 1974: Alexandre Burger
- 1975–1993: Michel Stocker
- 1994: Sandra Simó
- 1996: Yves Ménestrier
- 1997: Sandy Altermatt
- 1998: Regula Elsener
- 2000: Astrid Von Stockar
- 2002: Diana Jörg
- 2004: Emel Aykanat
- 2005, 2008–2009, 2011: Cécile Bähler
- 2006: Jubaira Bachmann
- 2007: Sven Epiney
- 2010: Christa Rigozzi
- 2012: Sara Hildebrand
- 2013: Mélanie Freymond
- 2014: Kurt Aeschbacher
- 2015: Laetitia Guarino
- 2016: Sebalter
- 2017: Luca Hänni
- 2018: Letícia Carvalho
- 2019: Sinplus
- 2021: Angélique Beldner
- 2022: Julie Berthollet
- 2023: Chiara Dubey
- 2024: Jennifer Bosshard
- 2025: Sven Epiney e Mélanie Freymond

## Città ospitanti
| Anno | Città   | Luogo              | Presentatori                                              |
| ---- | ------- | ------------------ | --------------------------------------------------------- |
| 1956 | Lugano  | Teatro Kursaal     | Lohengrin Filipello                                       |
| 1989 | Losanna | Palais de Beaulieu | Lolita Morena e Jacques Deshenaux                         |
| 2025 | Basilea | St. Jakobshalle    | Hazel Brugger, Sandra Studer e Michelle Hunziker (finale) |